# 4011 Bakharev
4011 Bakharev eller 1978 SC6 är en asteroid i huvudbältet som upptäcktes den 28 september 1978 av den rysk-sovjetiske astronomen Nikolaj Tjernych vid Krims astrofysiska observatorium på Krim. Den har fått sitt namn efter astronomen Anatolij Bacharev.
Asteroiden har en diameter på ungefär tre kilometer.